# Vic Buckingham
Victor (Vic) Frederick Buckingham (Greenwich, 23 oktober 1915 – Chichester, 26 januari 1995) was een Engels profvoetballer en voetbaltrainer.
Buckingham ging in 1935 spelen voor Tottenham Hotspur. Hij verliet de club in 1949 na 230 wedstrijden voor Tottenham. Zijn trainerscarrière begon Buckingham bij Oxford University, gevolgd door Pegasus en Bradford Park Avenue, dat toen in de Football League speelde. In 1953 werd hij trainer bij West Bromwich Albion. Hij zou er de trainer worden die het langst aanbleef bij de club na de oorlog. Hij leidde de club naar de FA Cup in 1954 en een tweede plaats in de competitie.
In de periode 1959–1961 en de periode 1964–1965 was hij trainer van Ajax. Hij haalde onder andere de broers Cees en Henk Groot naar Ajax. Henk zou dat eerste seizoen direct topscorer van Nederland worden met 37 doelpunten en Ajax werd voor de tiende keer kampioen van Nederland. Aan het verblijf van Buckingham kwam in de zomer van 1961 een einde. Hij keerde vanwege privéproblemen terug naar Engeland.
Drie jaar later stond de Engelsman echter weer op het trainingsveld aan de Middenweg in de Watergraafsmeer, maar het werd geen succes. Buckingham wilde niet mee in de gedachtegang dat 4–2–4 het beste systeem was en stuurde zijn elftal slechts met de opmerking 'enjoy it' het veld in. Wanorde was het gevolg en in 1965 verzocht hij zelf om ontbinding van zijn contract omdat hij bij Fulham aan de slag kon. Later werd Vic Buckingham trainer van FC Barcelona.

## Erelijst
West Bromwich Albion
- FA Cup: 1953/54
- FA Charity Shield: 1953/54

 Ajax
- Eredivisie: 1959/60

 FC Barcelona
- Copa de S.E. El Generalísimo: 1970/71